# HD 116087
J Centauri
Ne doit pas être confondu avec j Centauri (HD 102776).
Désignations
J Centauri (en abrégé J Cen), également désignée HD 116087 ou HR 5035, est une étoile binaire de la constellation australe du Centaure. Elle est visible à l'œil nu avec une magnitude apparente de 4,51.
D'après la mesure de sa parallaxe annuelle par le satellite Gaia, le système est localisé à environ ∼ 367 a.l. (∼ 113 pc) de la Terre. À cette distance, sa magnitude visuelle est diminuée de 0,07 en raison de l'extinction créée par les gaz et poussières du milieu interstellaire présents sur le trajet de sa lumière. J Centauri est membre du groupe Bas-Centaure-Croix du Sud de l'association Scorpion-Centaure, qui est l'association d'étoiles massives de types O et B la plus proche du Système solaire.
J Centauri est une étoile binaire visuelle avec une séparation angulaire de 0,164 seconde d'arc et une période orbitale estimée à 16,9 ans. La masse de ses deux étoiles a été estimée à 4,25 et 1,80 fois celle du Soleil. Sa composante la plus brillante, désignée J Centauri A, est une étoile bleu-blanc de la séquence principale de type spectral B3V. Elle rayonne 500 fois la luminosité solaire et sa température de surface est de 16 200 K. Elle tourne rapidement sur elle-même à une vitesse de rotation projetée de 223 km/s.
Le système forme une étoile double avec HD 116072, qui est une étoile de classe spectrale B3/5 de sixième magnitude et qui est à une séparation de 60 secondes d'arc,. Également désignée V790 Centauri, elle a été identifiée comme une binaire à éclipses dont la magnitude apparente varie entre 6,15 et 6,33. Cette variation est causée par les éclipses mutuelles de deux étoiles, avec une période orbitale de 1,278 jour, leur configuration étant proche de celle d'une binaire à contact,. Elles étaient autrefois considérées comme des possibles membres du système de J Centauri,, mais le satellite Gaia montre qu'elles sont beaucoup plus lointaines, à une distance de 405 ± 8 pc (∼1 320 al) de la Terre.